# Himera Valles
Le Himera Valles sono una struttura geologica della superficie di Marte.